# Thinking Out Loud
Thinking Out Loud is een nummer van de Engelse singer-songwriter Ed Sheeran. Het nummer kwam uit op 14 augustus 2014 en staat op Sheeran's tweede studioalbum x. Thinking Out Loud is geschreven door Sheeran en Wadge. In de Engelse hitlijsten piekt het nummer op de eerste plaats.
De muziekvideo werd uitgebracht op 8 oktober 2014. Zestien uur na de release, werd de video al meer dan twee miljoen keer bekeken op YouTube.

## Tracklijst
| Nr. | Titel                          | Duur  |
| --- | ------------------------------ | ----- |
| 1.  | Thinking Out Loud (radio edit) | 02:58 |

| Nr. | Titel                              | Duur  |
| --- | ---------------------------------- | ----- |
| 1.  | Thinking Out Loud                  | 04:41 |
| 2.  | I'm a Mess (live vanuit Lightship) | 03:49 |

## Hitnoteringen

### Nederlandse Top 40
| Hitnotering: 18-10-2014 t/m 23-05-2015 | Hitnotering: 18-10-2014 t/m 23-05-2015 | Hitnotering: 18-10-2014 t/m 23-05-2015 | Hitnotering: 18-10-2014 t/m 23-05-2015 | Hitnotering: 18-10-2014 t/m 23-05-2015 | Hitnotering: 18-10-2014 t/m 23-05-2015 | Hitnotering: 18-10-2014 t/m 23-05-2015 | Hitnotering: 18-10-2014 t/m 23-05-2015 | Hitnotering: 18-10-2014 t/m 23-05-2015 | Hitnotering: 18-10-2014 t/m 23-05-2015 | Hitnotering: 18-10-2014 t/m 23-05-2015 | Hitnotering: 18-10-2014 t/m 23-05-2015 | Hitnotering: 18-10-2014 t/m 23-05-2015 | Hitnotering: 18-10-2014 t/m 23-05-2015 | Hitnotering: 18-10-2014 t/m 23-05-2015 | Hitnotering: 18-10-2014 t/m 23-05-2015 | Hitnotering: 18-10-2014 t/m 23-05-2015 |
| Week:                                  | 1                                      | 2                                      | 3                                      | 4                                      | 5                                      | 6                                      | 7                                      | 8                                      | 9                                      | 10                                     | 11                                     | 12                                     | 13                                     | 14                                     | 15                                     | 16                                     |
| -------------------------------------- | -------------------------------------- | -------------------------------------- | -------------------------------------- | -------------------------------------- | -------------------------------------- | -------------------------------------- | -------------------------------------- | -------------------------------------- | -------------------------------------- | -------------------------------------- | -------------------------------------- | -------------------------------------- | -------------------------------------- | -------------------------------------- | -------------------------------------- | -------------------------------------- |
| Positie:                               | 39                                     | 24                                     | 21                                     | 9                                      | 3                                      | 2                                      | 2                                      | 1                                      | 1                                      | 1                                      | 1                                      | 1                                      | 2                                      | 2                                      | 2                                      | 2                                      |
| Week:                                  | 17                                     | 18                                     | 19                                     | 20                                     | 21                                     | 22                                     | 23                                     | 24                                     | 25                                     | 26                                     | 27                                     | 28                                     | 29                                     | 30                                     | 31                                     |                                        |
| Positie:                               | 3                                      | 5                                      | 6                                      | 7                                      | 11                                     | 13                                     | 15                                     | 17                                     | 22                                     | 24                                     | 25                                     | 31                                     | 35                                     | 35                                     | 40                                     | uit                                    |

### NederlandseSingle Top 100
| Hitnotering: (Week 1 en 2) 21-06-2014 t/m 28-06-2014 Hitnotering: (Week 3 t/m 86) 11-10-2014 t/m 14-05-2016 Hitnotering: (Week 87 t/m 95) 14-01-2017 t/m 11-03-2017 | Hitnotering: (Week 1 en 2) 21-06-2014 t/m 28-06-2014 Hitnotering: (Week 3 t/m 86) 11-10-2014 t/m 14-05-2016 Hitnotering: (Week 87 t/m 95) 14-01-2017 t/m 11-03-2017 | Hitnotering: (Week 1 en 2) 21-06-2014 t/m 28-06-2014 Hitnotering: (Week 3 t/m 86) 11-10-2014 t/m 14-05-2016 Hitnotering: (Week 87 t/m 95) 14-01-2017 t/m 11-03-2017 | Hitnotering: (Week 1 en 2) 21-06-2014 t/m 28-06-2014 Hitnotering: (Week 3 t/m 86) 11-10-2014 t/m 14-05-2016 Hitnotering: (Week 87 t/m 95) 14-01-2017 t/m 11-03-2017 | Hitnotering: (Week 1 en 2) 21-06-2014 t/m 28-06-2014 Hitnotering: (Week 3 t/m 86) 11-10-2014 t/m 14-05-2016 Hitnotering: (Week 87 t/m 95) 14-01-2017 t/m 11-03-2017 | Hitnotering: (Week 1 en 2) 21-06-2014 t/m 28-06-2014 Hitnotering: (Week 3 t/m 86) 11-10-2014 t/m 14-05-2016 Hitnotering: (Week 87 t/m 95) 14-01-2017 t/m 11-03-2017 | Hitnotering: (Week 1 en 2) 21-06-2014 t/m 28-06-2014 Hitnotering: (Week 3 t/m 86) 11-10-2014 t/m 14-05-2016 Hitnotering: (Week 87 t/m 95) 14-01-2017 t/m 11-03-2017 | Hitnotering: (Week 1 en 2) 21-06-2014 t/m 28-06-2014 Hitnotering: (Week 3 t/m 86) 11-10-2014 t/m 14-05-2016 Hitnotering: (Week 87 t/m 95) 14-01-2017 t/m 11-03-2017 | Hitnotering: (Week 1 en 2) 21-06-2014 t/m 28-06-2014 Hitnotering: (Week 3 t/m 86) 11-10-2014 t/m 14-05-2016 Hitnotering: (Week 87 t/m 95) 14-01-2017 t/m 11-03-2017 | Hitnotering: (Week 1 en 2) 21-06-2014 t/m 28-06-2014 Hitnotering: (Week 3 t/m 86) 11-10-2014 t/m 14-05-2016 Hitnotering: (Week 87 t/m 95) 14-01-2017 t/m 11-03-2017 | Hitnotering: (Week 1 en 2) 21-06-2014 t/m 28-06-2014 Hitnotering: (Week 3 t/m 86) 11-10-2014 t/m 14-05-2016 Hitnotering: (Week 87 t/m 95) 14-01-2017 t/m 11-03-2017 | Hitnotering: (Week 1 en 2) 21-06-2014 t/m 28-06-2014 Hitnotering: (Week 3 t/m 86) 11-10-2014 t/m 14-05-2016 Hitnotering: (Week 87 t/m 95) 14-01-2017 t/m 11-03-2017 | Hitnotering: (Week 1 en 2) 21-06-2014 t/m 28-06-2014 Hitnotering: (Week 3 t/m 86) 11-10-2014 t/m 14-05-2016 Hitnotering: (Week 87 t/m 95) 14-01-2017 t/m 11-03-2017 | Hitnotering: (Week 1 en 2) 21-06-2014 t/m 28-06-2014 Hitnotering: (Week 3 t/m 86) 11-10-2014 t/m 14-05-2016 Hitnotering: (Week 87 t/m 95) 14-01-2017 t/m 11-03-2017 | Hitnotering: (Week 1 en 2) 21-06-2014 t/m 28-06-2014 Hitnotering: (Week 3 t/m 86) 11-10-2014 t/m 14-05-2016 Hitnotering: (Week 87 t/m 95) 14-01-2017 t/m 11-03-2017 | Hitnotering: (Week 1 en 2) 21-06-2014 t/m 28-06-2014 Hitnotering: (Week 3 t/m 86) 11-10-2014 t/m 14-05-2016 Hitnotering: (Week 87 t/m 95) 14-01-2017 t/m 11-03-2017 | Hitnotering: (Week 1 en 2) 21-06-2014 t/m 28-06-2014 Hitnotering: (Week 3 t/m 86) 11-10-2014 t/m 14-05-2016 Hitnotering: (Week 87 t/m 95) 14-01-2017 t/m 11-03-2017 | Hitnotering: (Week 1 en 2) 21-06-2014 t/m 28-06-2014 Hitnotering: (Week 3 t/m 86) 11-10-2014 t/m 14-05-2016 Hitnotering: (Week 87 t/m 95) 14-01-2017 t/m 11-03-2017 | Hitnotering: (Week 1 en 2) 21-06-2014 t/m 28-06-2014 Hitnotering: (Week 3 t/m 86) 11-10-2014 t/m 14-05-2016 Hitnotering: (Week 87 t/m 95) 14-01-2017 t/m 11-03-2017 | Hitnotering: (Week 1 en 2) 21-06-2014 t/m 28-06-2014 Hitnotering: (Week 3 t/m 86) 11-10-2014 t/m 14-05-2016 Hitnotering: (Week 87 t/m 95) 14-01-2017 t/m 11-03-2017 | Hitnotering: (Week 1 en 2) 21-06-2014 t/m 28-06-2014 Hitnotering: (Week 3 t/m 86) 11-10-2014 t/m 14-05-2016 Hitnotering: (Week 87 t/m 95) 14-01-2017 t/m 11-03-2017 |
| Week: | 1 | 2 | | 3 | 4 | 5 | 6 | 7 | 8 | 9 | 10 | 11 | 12 | 13 | 14 | 15 | 16 | 17 | 18 | 19 |
| --- | --- | --- | --- | --- | --- | --- | --- | --- | --- | --- | --- | --- | --- | --- | --- | --- | --- | --- | --- | --- |
| Positie: | 45 | 99 | uit | 60 | 27 | 20 | 8 | 3 | 3 | 2 | 1 | 1 | 1 | 1 | 2 | 1 | 1 | 4 | 4 | 4 |
| Week: | 20 | 21 | 22 | 23 | 24 | 25 | 26 | 27 | 28 | 29 | 30 | 31 | 32 | 33 | 34 | 35 | 36 | 37 | 38 | 39 |
| Positie: | 4 | 6 | 6 | 6 | 7 | 7 | 10 | 10 | 9 | 11 | 13 | 13 | 14 | 15 | 19 | 21 | 24 | 26 | 31 | 27 |
| Week: | 40 | 41 | 42 | 43 | 44 | 45 | 46 | 47 | 48 | 49 | 50 | 51 | 52 | 53 | 54 | 55 | 56 | 57 | 58 | 59 |
| Positie: | 28 | 32 | 33 | 32 | 35 | 37 | 39 | 38 | 37 | 41 | 43 | 41 | 45 | 43 | 45 | 41 | 42 | 44 | 45 | 54 |
| Week: | 60 | 61 | 62 | 63 | 64 | 65 | 66 | 67 | 68 | 69 | 70 | 71 | 72 | 73 | 74 | 75 | 76 | 77 | 78 | 79 |
| Positie: | 51 | 62 | 57 | 56 | 50 | 58 | 55 | 47 | 35 | 48 | 58 | 59 | 61 | 57 | 60 | 57 | 64 | 67 | 72 | 73 |
| Week: | 80 | 81 | 82 | 83 | 84 | 85 | 86 | | 87 | 88 | 89 | 90 | 91 | 92 | 93 | 94 | 95 | | | |
| Positie: | 66 | 70 | 72 | 75 | 82 | 94 | 99 | uit | 69 | 84 | 91 | 90 | 90 | 90 | 98 | 73 | 88 | uit | | |

### 3FM Mega Top 50
| Hitnotering: 18-10-2014 t/m 06-06-2015 | Hitnotering: 18-10-2014 t/m 06-06-2015 | Hitnotering: 18-10-2014 t/m 06-06-2015 | Hitnotering: 18-10-2014 t/m 06-06-2015 | Hitnotering: 18-10-2014 t/m 06-06-2015 | Hitnotering: 18-10-2014 t/m 06-06-2015 | Hitnotering: 18-10-2014 t/m 06-06-2015 | Hitnotering: 18-10-2014 t/m 06-06-2015 | Hitnotering: 18-10-2014 t/m 06-06-2015 | Hitnotering: 18-10-2014 t/m 06-06-2015 | Hitnotering: 18-10-2014 t/m 06-06-2015 | Hitnotering: 18-10-2014 t/m 06-06-2015 | Hitnotering: 18-10-2014 t/m 06-06-2015 | Hitnotering: 18-10-2014 t/m 06-06-2015 | Hitnotering: 18-10-2014 t/m 06-06-2015 | Hitnotering: 18-10-2014 t/m 06-06-2015 | Hitnotering: 18-10-2014 t/m 06-06-2015 | Hitnotering: 18-10-2014 t/m 06-06-2015 | Hitnotering: 18-10-2014 t/m 06-06-2015 |
| Week:                                  | 1                                      | 2                                      | 3                                      | 4                                      | 5                                      | 6                                      | 7                                      | 8                                      | 9                                      | 10                                     | 11                                     | 12                                     | 13                                     | 14                                     | 15                                     | 16                                     | 17                                     | 18                                     |
| -------------------------------------- | -------------------------------------- | -------------------------------------- | -------------------------------------- | -------------------------------------- | -------------------------------------- | -------------------------------------- | -------------------------------------- | -------------------------------------- | -------------------------------------- | -------------------------------------- | -------------------------------------- | -------------------------------------- | -------------------------------------- | -------------------------------------- | -------------------------------------- | -------------------------------------- | -------------------------------------- | -------------------------------------- |
| Positie:                               | 25                                     | 24                                     | 12                                     | 5                                      | 3                                      | 2                                      | 1                                      | 1                                      | 1                                      | 1                                      | 1                                      | 1                                      | 3                                      | 4                                      | 4                                      | 4                                      | 4                                      | 6                                      |
| Week:                                  | 19                                     | 20                                     | 21                                     | 22                                     | 23                                     | 24                                     | 25                                     | 26                                     | 27                                     | 28                                     | 29                                     | 30                                     | 31                                     | 32                                     | 33                                     | 34                                     |                                        |                                        |
| Positie:                               | 8                                      | 8                                      | 11                                     | 12                                     | 14                                     | 16                                     | 14                                     | 20                                     | 19                                     | 20                                     | 25                                     | 24                                     | 24                                     | 32                                     | 37                                     | 40                                     | uit                                    |                                        |

### VlaamseUltratop 50
| Hitnotering (week 1): 28-06-2014 Hitnotering (week 2 t/m 29): 25-10-2014 t/m 02-05-2015 Hitnotering (week 30): 02-01-2016 Hitnotering (week 31): 27-02-2016 | Hitnotering (week 1): 28-06-2014 Hitnotering (week 2 t/m 29): 25-10-2014 t/m 02-05-2015 Hitnotering (week 30): 02-01-2016 Hitnotering (week 31): 27-02-2016 | Hitnotering (week 1): 28-06-2014 Hitnotering (week 2 t/m 29): 25-10-2014 t/m 02-05-2015 Hitnotering (week 30): 02-01-2016 Hitnotering (week 31): 27-02-2016 | Hitnotering (week 1): 28-06-2014 Hitnotering (week 2 t/m 29): 25-10-2014 t/m 02-05-2015 Hitnotering (week 30): 02-01-2016 Hitnotering (week 31): 27-02-2016 | Hitnotering (week 1): 28-06-2014 Hitnotering (week 2 t/m 29): 25-10-2014 t/m 02-05-2015 Hitnotering (week 30): 02-01-2016 Hitnotering (week 31): 27-02-2016 | Hitnotering (week 1): 28-06-2014 Hitnotering (week 2 t/m 29): 25-10-2014 t/m 02-05-2015 Hitnotering (week 30): 02-01-2016 Hitnotering (week 31): 27-02-2016 | Hitnotering (week 1): 28-06-2014 Hitnotering (week 2 t/m 29): 25-10-2014 t/m 02-05-2015 Hitnotering (week 30): 02-01-2016 Hitnotering (week 31): 27-02-2016 | Hitnotering (week 1): 28-06-2014 Hitnotering (week 2 t/m 29): 25-10-2014 t/m 02-05-2015 Hitnotering (week 30): 02-01-2016 Hitnotering (week 31): 27-02-2016 | Hitnotering (week 1): 28-06-2014 Hitnotering (week 2 t/m 29): 25-10-2014 t/m 02-05-2015 Hitnotering (week 30): 02-01-2016 Hitnotering (week 31): 27-02-2016 | Hitnotering (week 1): 28-06-2014 Hitnotering (week 2 t/m 29): 25-10-2014 t/m 02-05-2015 Hitnotering (week 30): 02-01-2016 Hitnotering (week 31): 27-02-2016 | Hitnotering (week 1): 28-06-2014 Hitnotering (week 2 t/m 29): 25-10-2014 t/m 02-05-2015 Hitnotering (week 30): 02-01-2016 Hitnotering (week 31): 27-02-2016 | Hitnotering (week 1): 28-06-2014 Hitnotering (week 2 t/m 29): 25-10-2014 t/m 02-05-2015 Hitnotering (week 30): 02-01-2016 Hitnotering (week 31): 27-02-2016 | Hitnotering (week 1): 28-06-2014 Hitnotering (week 2 t/m 29): 25-10-2014 t/m 02-05-2015 Hitnotering (week 30): 02-01-2016 Hitnotering (week 31): 27-02-2016 | Hitnotering (week 1): 28-06-2014 Hitnotering (week 2 t/m 29): 25-10-2014 t/m 02-05-2015 Hitnotering (week 30): 02-01-2016 Hitnotering (week 31): 27-02-2016 | Hitnotering (week 1): 28-06-2014 Hitnotering (week 2 t/m 29): 25-10-2014 t/m 02-05-2015 Hitnotering (week 30): 02-01-2016 Hitnotering (week 31): 27-02-2016 | Hitnotering (week 1): 28-06-2014 Hitnotering (week 2 t/m 29): 25-10-2014 t/m 02-05-2015 Hitnotering (week 30): 02-01-2016 Hitnotering (week 31): 27-02-2016 | Hitnotering (week 1): 28-06-2014 Hitnotering (week 2 t/m 29): 25-10-2014 t/m 02-05-2015 Hitnotering (week 30): 02-01-2016 Hitnotering (week 31): 27-02-2016 | Hitnotering (week 1): 28-06-2014 Hitnotering (week 2 t/m 29): 25-10-2014 t/m 02-05-2015 Hitnotering (week 30): 02-01-2016 Hitnotering (week 31): 27-02-2016 | Hitnotering (week 1): 28-06-2014 Hitnotering (week 2 t/m 29): 25-10-2014 t/m 02-05-2015 Hitnotering (week 30): 02-01-2016 Hitnotering (week 31): 27-02-2016 | Hitnotering (week 1): 28-06-2014 Hitnotering (week 2 t/m 29): 25-10-2014 t/m 02-05-2015 Hitnotering (week 30): 02-01-2016 Hitnotering (week 31): 27-02-2016 | Hitnotering (week 1): 28-06-2014 Hitnotering (week 2 t/m 29): 25-10-2014 t/m 02-05-2015 Hitnotering (week 30): 02-01-2016 Hitnotering (week 31): 27-02-2016 |
| Week: | 1 | | 2 | 3 | 4 | 5 | 6 | 7 | 8 | 9 | 10 | 11 | 12 | 13 | 14 | 15 | 16 | 17 | 18 | 19 |
| --- | --- | --- | --- | --- | --- | --- | --- | --- | --- | --- | --- | --- | --- | --- | --- | --- | --- | --- | --- | --- |
| Positie: | 47 | uit | 33 | 30 | 24 | 20 | 13 | 13 | 12 | 7 | 7 | 6 | 8 | 7 | 11 | 13 | 15 | 16 | 16 | 14 |
| Week: | 20 | 21 | 22 | 23 | 24 | 25 | 26 | 27 | 28 | 29 | | 30 | | 31 | | | | | | |
| Positie: | 11 | 18 | 18 | 27 | 21 | 24 | 25 | 33 | 47 | 37 | uit | 47 | uit | 43 | uit | | | | | |

### NPO Radio 2 Top 2000
| Nummer met noteringen in de NPO Radio 2 Top 2000 | '14 | '15 | '16 | '17 | '18 | '19 | '20 | '21 | '22 | '23 | '24 |
| ------------------------------------------------ | --- | --- | --- | --- | --- | --- | --- | --- | --- | --- | --- |
| Thinking Out Loud                                | 328 | 68  | 125 | 137 | 220 | 359 | 465 | 492 | 689 | 713 | 835 |

1. ↑  Een vetgedrukt getal geeft de hoogste notering aan.
2. ↑  2014 was het eerste jaar met een notering voor dit nummer.